# Olymp Prague (volley-ball masculin)
Cet article traite de la section volley-ball masculin. Pour l'article sur la section volley-ball féminin, voir Olymp Prague (volley-ball féminin).
Maillots
L'Olymp Prague (en tchèque : PVK Olymp Praha) est club de volley-ball tchèque fondé en 1953 et basé à Prague. La section masculine a disparu en 1993 au profit de la section féminine.

## Historique
- Le club a été fondé sous le nom de Rudá Hvězda Praha (« Étoile Rouge de Prague »).
- Le club a adopté sa dénomination actuelle en 1990 avec la chute du régime communiste.

## Palmarès
- Championnat de Tchécoslovaquie (9)
  - Vainqueur : 1966,  1972,  1982,  1984, 1985,  1986,  1989, 1991,  1992.

- Coupe des vainqueurs de Coupe (1)
  - Vainqueur : 1978.